# Hèvremont
Hèvremont (en allemand et néerlandais Heverberg) est un hameau de Dolhain, dans la province de Liège, en Belgique. Avec Dolhain il fait aujourd'hui administrativement partie de la ville et commune de Limbourg (Région wallonne de Belgique), capitale de l'ancien duché du Limbourg. Il est situé précisément à 2 km de Goé, sur la route qui conduit à Stembert (faubourg oriental de Verviers).

## Description

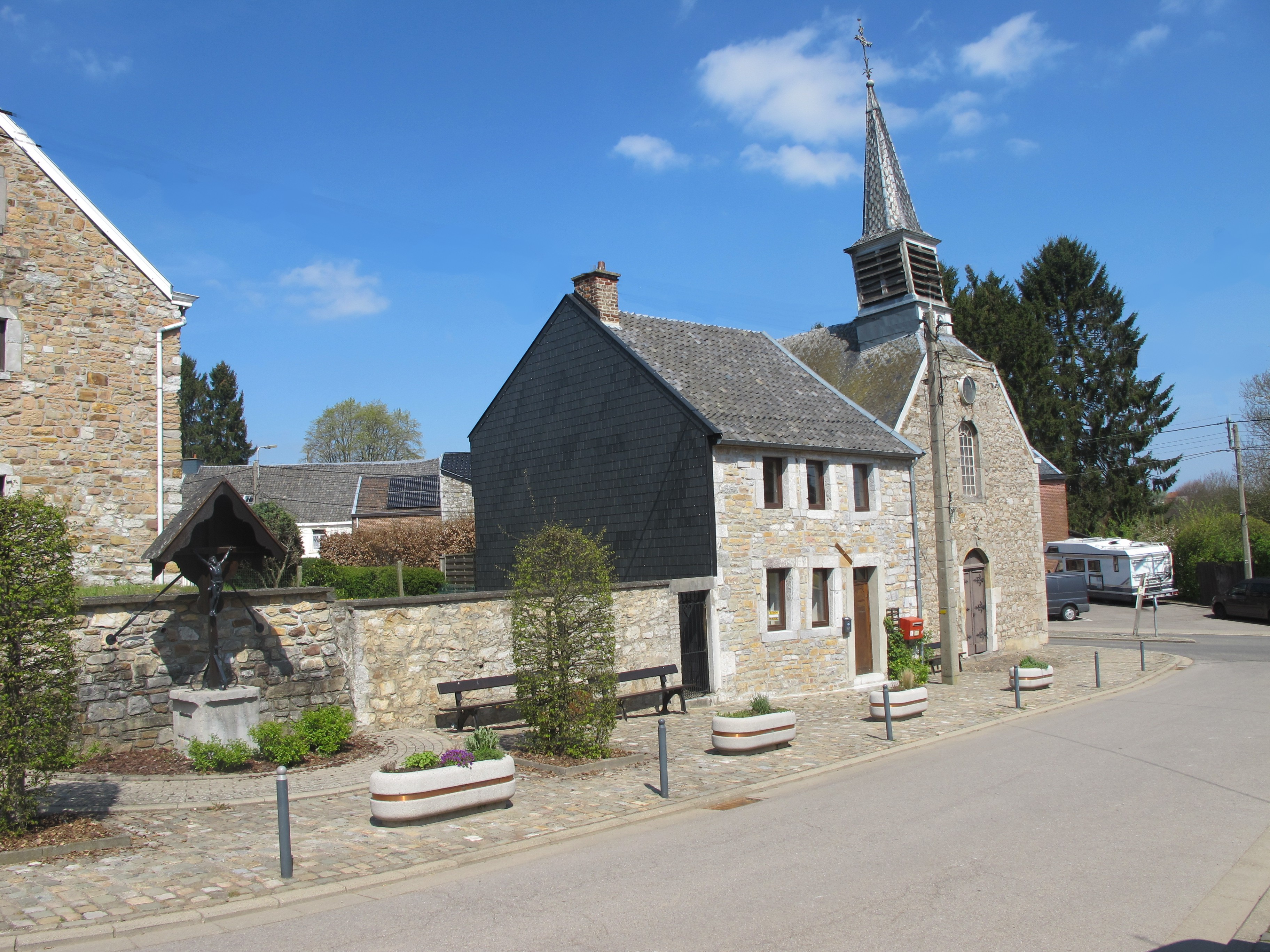
La chapelle Saint-François-d'Assise, à Hèvremont

Le hameau est caractéristique par ses anciennes maisons en pierre du pays, notamment la ferme des Goronnes (XVIIIe siècle) et la ferme du Pré le Maire (XVIIe siècle). 
Une chapelle, demandée par les habitants depuis les années 1730, et seulement construite en 1802 est consacrée à saint François d'Assise. Cela évitait aux hèvremontois les longues marches, pour se rendre à la messe, le dimanche, soit à Goé ou à Limbourg (haut). L'autel de la chapelle datant de 1684 est signé Jean Del Cour (1627-1707) et provient de l'abbaye de Beaurepart à Liège. 
À quelques pas de la chapelle se trouve une croix-crucifix sur un socle en pierre calcaire. Ce socle était une des colonnes Hauptmann, qui servaient au XVIe siècle de point de repère dans les Hautes Fagnes que le seigneur de Stockem (Eupen), Bartholomée Hauptmann à laisser placer en 1566, comme le mentionnent les inscriptions en langue française et allemande.
Entre Goé et Hèvremont se trouve un aqueduc en pierre calcaire, qui fut construit en fin du XIXe siècle, pour alimenter Verviers en eau à partir du barrage de la Gileppe.